# Eurydice emarginata
Eurydice emarginata är en kräftdjursart som beskrevs av Moreira 1972. Eurydice emarginata ingår i släktet Eurydice och familjen Cirolanidae. Inga underarter finns listade i Catalogue of Life.